# Cung điện Paulinum ở Jelenia Góra
Cung điện Paulinum ở Jelenia Góra (tiếng Ba Lan: Pałac Paulinum w Jeleniej Górze) là một trong những cung điện nổi tiếng ở thị trấn Jelenia Góra, Ba Lan. Cung điện gồm ba tầng được trang trí phong phú với các chi tiết kiến trúc bằng đá. Nội thất của cung điện hiện vẫn giữ được những nét đặc trưng ban đầu. Công trình kiến trúc này được bao quanh bởi một công viên lớn.

## Lịch sử
Vào giữa thế kỷ 19, trang viên và những khu đất xung quanh ở Jelenia Góra được Richard von Kramst (một ông chủ nhà máy nổi tiếng) mua lại. Vào năm 1855, ông ủy quyền cho một người làm vườn đến từ Jelenia Góra, Siebenhaar, thành lập một công viên cảnh quan tại đây. Ông xây dựng cung điện theo kiểu lâu đài trên một con dốc ở sườn phía đông của ngọn núi.
Sau đó, người sở hữu cung điện tiếp theo là Oskar Carlo. Năm 1906, Oskar Carlo bắt đầu xây dựng lại và hiện đại hóa cung điện này. Ông giao dự án này cho kiến trúc sư đến từ Wrocław - Karl Grosser. Karl Grosser chính là người thiết kể và mở rộng cung điện theo phong cách chiết trung. Sau khi Oscar Caro qua đời vào năm 1931, khu bất động sản này được một tổ chức người Đức mua lại và tân trang để trở thành một trung đào tạo cho NSDAP. Vào tháng 9 năm 1945, cung điện trở thành kho lưu trữ lớn nhất về các tác phẩm nghệ thuật tại Lower Silesian. Từ năm 2002, cung điện thuộc sở hữu tư nhân và là trụ sở của một khách sạn và nhà hàng.